# George F. Rohrlich
George Friedrich Rohrlich (geboren 6. Januar 1914 in Wien, Österreich-Ungarn; gestorben 21. August 1995 in Willow Grove (Pennsylvania)) war ein austroamerikanischer Ökonom und Hochschullehrer.

## Leben
Georg Friedrich Rohrlichs Vater war Rechtsanwalt, sein jüngerer Bruder Fritz Rohrlich (1921–2018) wurde Physiker. Er besuchte in Wien das Gymnasium, studierte ab 1932 Rechtswissenschaft an der Universität Wien und wurde 1937 promoviert. Daneben machte er ein Diplom an der Wiener Konsularakademie. Nach dem Anschluss Österreichs emigrierte er im September 1938 in die USA. Seinen Eltern blieb die Ausreise verwehrt, sie wurden 1942 im Vernichtungslager Sobibor ermordet.
Im Herbst 1939 wurde er in das neu eingerichtete Stipendiatenprogramm für Flüchtlinge an der Harvard University aufgenommen. Er wurde 1943 in Havard promoviert und erhielt 1944 die US-amerikanische Staatsbürgerschaft. 1947 heiratete er die Wiener Emigrantin Laura Ticho (1917–2019), sie hatten drei Kinder. Er arbeitete fortan für verschiedene Regierungsbehörden und war von 1947 bis 1950 als Ökonom bei der US-amerikanischen Besatzungsverwaltung in Japan eingesetzt. 1959 ging er zur International Labour Organization (ILO) nach Genf und leitete ein Weiterbildungsprogramm für Sozialversicherungsexperten aus Entwicklungsländern. Danach, 1964, lehrte er als Gastprofessor an der School of Social Science Administration in Chicago. 1967 wurde er ordentlicher Professor an der School of Business Administration der Temple University in Philadelphia und wurde dort 1981 emeritiert.

## Schriften (Auswahl)
- Eveline M. Burns, George F. Rohrlich (Hrsg.): Social economics for the 1970's : programms for social security, health and manpower. Cambridge, Mass.: Univ. Press, 1970
- Wie Rentensysteme der Sozialen Sicherheit angemessen und zahlungsfähig erhalten werden : ein Überblick über Probleme und Massnahmen mehrerer Länder. Internationale Revue für soziale Sicherheit, Oxford: Blackwell, 33(1980), 2, S. 135–174, ISSN 0379-0282
- Checks and balances in social security. 1986